# David Price (homme politique britannique)
Pour les articles homonymes, voir David Price (homonymie) et Price.
David Ernest Campbell Price (20 novembre 1924 - 31 janvier 2014) est un homme politique du Parti conservateur au Royaume-Uni.

## Biographie
Price fait ses études au Collège d'Eton, au Trinity College, à Cambridge et à l'Université Yale. Il est président de l'Union de Cambridge en 1948. Il sert avec les Scots Guards pendant la Seconde Guerre mondiale, et est officier d'état-major à Trieste. Il devient économiste et cadre industriel.
Price est le premier député d'Eastleigh, de la création du siège en 1955 jusqu'à sa retraite en 1992, et est remplacé par Stephen Milligan.
Price est représentant britannique à l'Assemblée consultative du Conseil de l'Europe de 1958 à 1961 et devient ministre adjoint à la Chambre de commerce en 1962. En 1964, il est porte-parole de l'opposition sur l'éducation et la science. De 1971 à 1972, Price est ministre adjoint de l'Aérospatiale.
Il reçoit la citoyenneté d'honneur d'Eastleigh en 1977.